# New Zealand ved sommer-OL 2016
New Zealand deltog i Sommer-OL 2016 i Rio de Janeiro, som blev arrangeret i perioden 5. august til 21. august 2016.

## Medaljer
| 2016 Rio de Janeiro | Guld | Sølv | Bronze | Total |
| New Zealand         | 4    | 9    | 5      | 18    |

### Medaljevinderne
| New Zealand under sommer-OL 2016 i Rio de Janeiro | New Zealand under sommer-OL 2016 i Rio de Janeiro | New Zealand under sommer-OL 2016 i Rio de Janeiro | New Zealand under sommer-OL 2016 i Rio de Janeiro | New Zealand under sommer-OL 2016 i Rio de Janeiro |
| Medalje                                           | Navn | Sport                                             | Event                                             | Dato                                              |
| ------------------------------------------------- | --- | ------------------------------------------------- | ------------------------------------------------- | ------------------------------------------------- |
| Guld                                              | Hamish Bond Eric Murray | Roning                                            | Mændenes toer uden styrmand                       | 11. august                                        |
| Guld                                              | Mahé Drysdale | Roning                                            | Mændenes singlesculler                            | 13. august                                        |
| Guld                                              | Lisa Carrington | Kano og kajak                                     | Kvindernes K-1 200 m                              | 16. august                                        |
| Guld                                              | Peter Burling Blair Tuke | Sejlsport                                         | Mændenes 49er                                     | 18. august                                        |
| Sølv                                              | Natalie Rooney | Skydning                                          | Kvindernes trap                                   | 7. august                                         |
| Sølv                                              | New Zealands rygbylandshold for kvinder \| Shakira Baker \| \| Kayla McAlister \| \| \| \| Kelly Brazier \| \| Tyla Nathan-Wong \| \| \| \| Gayle Broughton \| \| Terina Te Tamaki \| \| \| \| Theresa Fitzpatrick \| \| Ruby Tui \| \| \| \| Sarah Goss \| \| Niall Williams \| \| \| \| Huriana Manuel \| \| Portia Woodman \| \| \| | Syvmandsrugby                                     | Kvindernes turnering                              | 8. august                                         |
| Sølv                                              | Luuka Jones | Kano og kajak                                     | Kvindernes slalom K-1                             | 11. august                                        |
| Sølv                                              | Eddie Dawkins Ethan Mitchell Sam Webster | Cykling                                           | Mændenes holdsprint                               | 11. august                                        |
| Sølv                                              | Valerie Adams | Atletik                                           | Kvindernes kuglestød                              | 12. august                                        |
| Sølv                                              | Genevieve Behrent Rebecca Scown | Roning                                            | Kvindernes toer uden styrmand                     | 12. august                                        |
| Sølv                                              | Jo Aleh Polly Powrie | Sejlsport                                         | Kvindernes 470                                    | 18. august                                        |
| Sølv                                              | Alex Maloney Molly Meech | Sejlsport                                         | Kvindernes 49erFX                                 | 18. august                                        |
| Sølv                                              | Lydia Ko | Golf                                              | Kvindernes individuelle                           | 20. august                                        |
| Bronze                                            | Sam Meech | Sejlsport                                         | Laser                                             | 16. august                                        |
| Bronze                                            | Lisa Carrington | Kano og kajak                                     | Kvindernes K-1 500 m                              | 18. august                                        |
| Bronze                                            | Tomas Walsh | Atletik                                           | Mændenes kuglestød                                | 18. august                                        |
| Bronze                                            | Eliza McCartney | Atletik                                           | Kvindernes stangspring                            | 19. august                                        |
| Bronze                                            | Nick Willis | Atletik                                           | Mændenes 1500 meter                               | 20. august                                        |
| Shakira Baker                                     | | Kayla McAlister                                   |                                                   |                                                   |
| Kelly Brazier                                     | | Tyla Nathan-Wong                                  |                                                   |                                                   |
| Gayle Broughton                                   | | Terina Te Tamaki                                  |                                                   |                                                   |
| Theresa Fitzpatrick                               | | Ruby Tui                                          |                                                   |                                                   |
| Sarah Goss                                        | | Niall Williams                                    |                                                   |                                                   |
| Huriana Manuel                                    | | Portia Woodman                                    |                                                   |                                                   |